# Beznovci
Beznovci (madžarsko Búzahely, nemško Pernstein) so naselje v Občini Puconci.
Vas sestavlja okrog 43 gospodinjstev, kjer živi 179 prebivalcev. Krajani Beznovec se večinoma ukvarjajo s kmetijstvom, nekaj jih je zaposlenih v bližnji Murski Soboti ali pa v tujini. V vasi delujejo tri društva: gasilsko društvo, turistično društvo in klub malega nogometa.

## Delitev vasi
- Stari Beznovci
- Novi Beznovci
- Gres

## Gasilsko društvo
Beznovsko gasilsko društvo sestavlja skoraj sto članov, ki redno delujejo v društvu, se udeležujejo usposabljanj in tekmovanj.  Trenutni predsednik gasilskega društva je Drago Puhan.

### Zgodovina gasilskega društva
Gasilstvo je bilo v Beznovcih prisotno že v zadnjem desetletju 19. stoletja, leta 1906 je zabeležena nabava sesalne tlačne brizgalne, leta 1931 pa je bilo uradno ustanovljeno gasilsko društvo, ki je leta 1940 zgradilo prvi gasilski dom v Beznovcih. Društvo je močno vpeto v vaško okolje. Člani so doslej organizirali pet borovih gostüvanj, s katerimi so zbirali sredstva za potrebe celotne vasi in gasilsko opremo.